# Anor
Anor est une commune française située dans le département du Nord, en région Hauts-de-France.

## Géographie

### Localisation

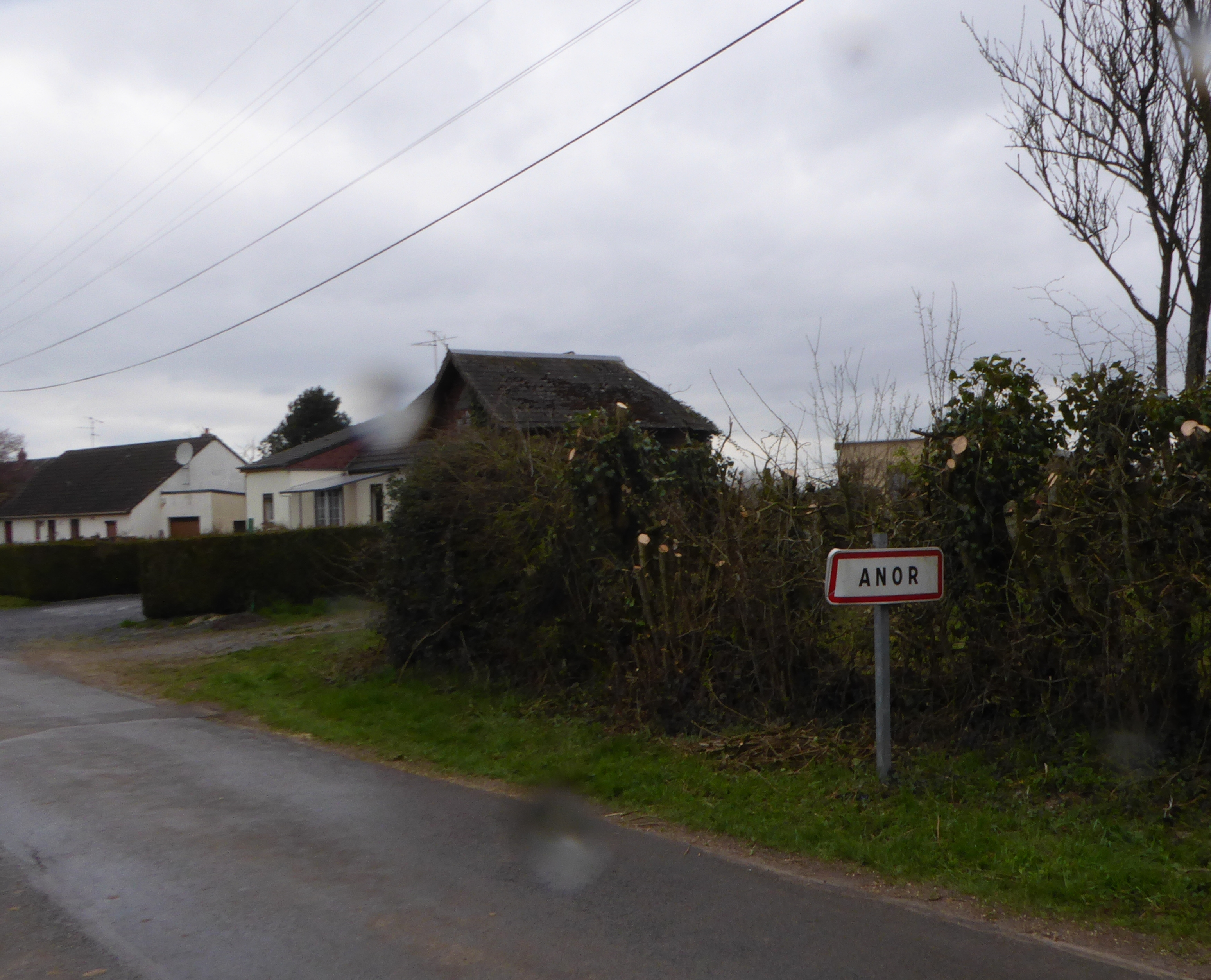
Panneau d'entrée dans l'agglomération.

Frontalière de la Belgique et de l'Aisne, Anor se situe au cœur de l'Avesnois dans la région naturelle de la Thiérache.
C'est la commune la plus au sud du département, à 120 km de la préfecture, dont le siège est à Lille, et à 21 km d'Avesnes-sur-Helpe, la sous-préfecture.

### Communes limitrophes
| Trélon     | Ohain      | Momignies Belgique |
| Fourmies   | Anor       |                    |
| Mondrepuis | Mondrepuis | Hirson             |

### Géologie et relief
Le territoire inclut le point culminant du département du Nord avec 271 mètres d'altitude dans le bois de Saint-Hubert, près de la frontière belge, au lieu-dit « Le point du Jour ».

### Hydrographie

#### Réseau hydrographique
La commune est traversée par la ligne de partage des eaux entre les bassins hydrographiques Artois-Picardie et Seine-Normandie. Elle est drainée par le ruisseau d'Anor, le Ri des Prenis, le cours d'eau 01 de Neuve-Forge, le fossé 03 de la commune d'Anor, le fossé 05 de la commune de Anor, le ruisseau de Saint-Hubert, le ruisseau Des Marais, le ruisseau du Rie de Bon Feu divers bras des Anorelles et divers autres petits cours d'eau,.
L'Oise prend sa source en Belgique, à 309 mètres d'altitude, dans l'ancienne commune de Forges et se jette dans la Seine à 20 mètres d'altitude, au Pointil en rive droite et en aval du centre de Conflans-Sainte-Honorine dans le département des Yvelines. D'une longueur 341 kilomètres, elle est presque entièrement navigable et bordée de canaux sur 104 kilomètres. Elle passe à Anor, et reçoit sur sa rive droite le ruisseau des Anorelles et le ruisseau Robin.
Le ruisseau d'Anor, d'une longueur de 16 km, prend sa source dans la commune  et se jette  dans la commune.

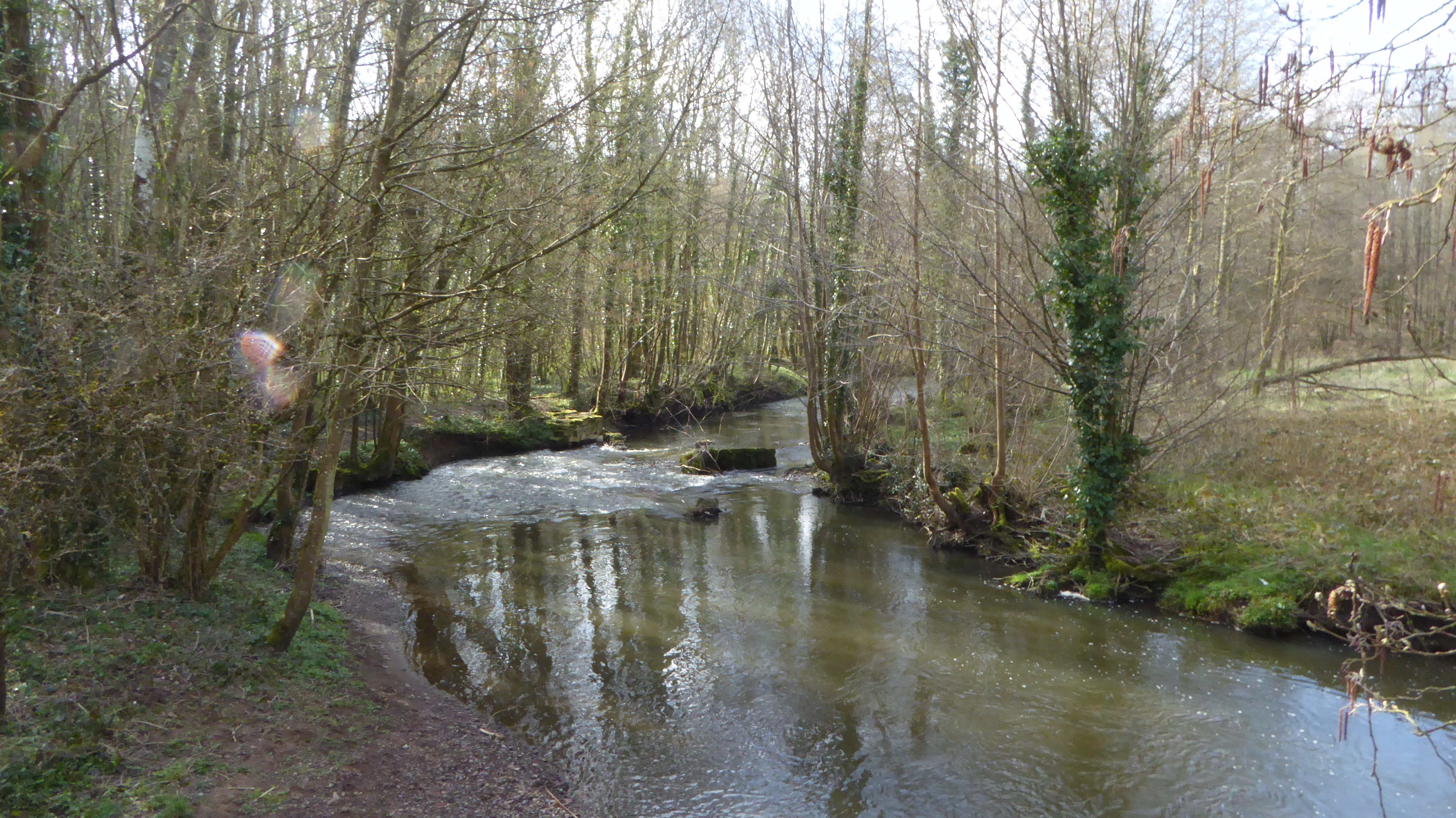
Anor.- L' Oise vue du GR les forges d'Anor.
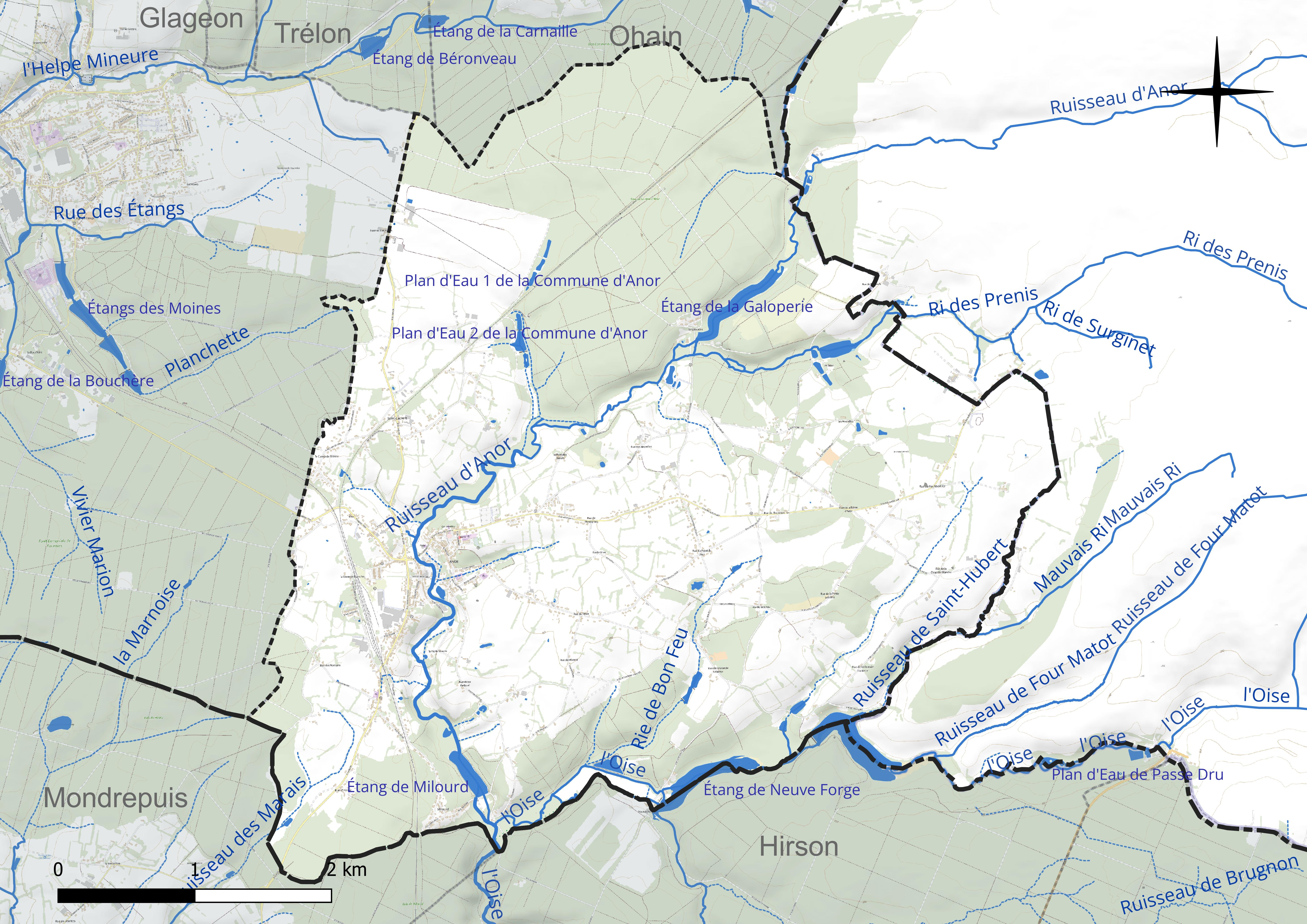
Réseau hydrographique d'Anor.

Six plans d'eau complètent le réseau hydrographique : le plan d'eau 1 de la commune d'Anor (0,6 ha), le plan d'eau 2 de la commune d'Anor (1,6 ha), l'étang de la Galoperie (6,6 ha), l'étang de la Lobiette, d'une superficie totale de 11,8 ha (2,2 ha sur la commune), l'étang de Milourd (3,8 ha) et l'étang de Neuve Forge, d'une superficie totale de 8,9 ha (5,4 ha sur la commune),.
C'est dans le grand parc naturel régional de l'Avesnois de tradition bocagère et de relief un peu vallonné, que ces cours d'eau alimentent de nombreux marais, dont le grand étang « dit du Village », l'étang de la Lobiette, l'étang de la Neuve-Forge et l'étang de Milourd, réputé pour ses réserves de pêche.

#### Gestion et qualité des eaux
Le territoire communal est couvert par le schéma d'aménagement et de gestion des eaux (SAGE) « Sambre ». Ce document de planification concerne un territoire de 1 253 km2 de superficie, délimité par le bassin versant de la Sambre. Le périmètre a été arrêté le 1er novembre 2003 et le SAGE proprement dit a été approuvé le 21 septembre 2012, puis modifié le 18 août 2022. La structure porteuse de l'élaboration et de la mise en œuvre est le syndicat mixte du Parc naturel régional de l'Avesnois.
La qualité des cours d'eau peut être consultée sur un site dédié géré par les agences de l'eau et l'Agence française pour la biodiversité.

### Climat
Pour des articles plus généraux, voir Climat des Hauts-de-France et Climat du Nord.
En 2010, le climat de la commune est de type climat de montagne, selon une étude du CNRS s'appuyant sur une série de données couvrant la période 1971-2000. En 2020, Météo-France publie une typologie des climats de la France métropolitaine dans laquelle la commune est exposée à un climat océanique altéré et est dans la région climatique Nord-est du bassin Parisien, caractérisée par un ensoleillement médiocre, une pluviométrie moyenne régulièrement répartie au cours de l'année et un hiver froid (3 °C).
Pour la période 1971-2000, la température annuelle moyenne est de 9,2 °C, avec une amplitude thermique annuelle de 15,3 °C. Le cumul annuel moyen de précipitations est de 966 mm, avec 14 jours de précipitations en janvier et 10,3 jours en juillet. Pour la période 1991-2020, la température moyenne annuelle observée sur la station météorologique la plus proche, située sur la commune de Fontaine-lès-Vervins à 21 km à vol d'oiseau, est de 10,5 °C et le cumul annuel moyen de précipitations est de 826,3 mm,. Pour l'avenir, les paramètres climatiques de la commune estimés pour 2050 selon différents scénarios d'émission de gaz à effet de serre sont consultables sur un site dédié publié par Météo-France en novembre 2022.

### Voies de communication et transports
La gare d'Anor, située sur la ligne de La Plaine à Hirson et Anor (frontière), est desservie par des trains TER Hauts-de-France qui effectuent des missions entre les gares : de Lille-Flandres et d'Hirson, ou Charleville-Mézières.

## Urbanisme

### Typologie
Au 1er janvier 2024, Anor est catégorisée commune rurale à habitat dispersé, selon la nouvelle grille communale de densité à sept niveaux définie par l'Insee en 2022. Elle appartient à l'unité urbaine d'Anor, une unité urbaine monocommunale constituant une ville isolée,. Par ailleurs la commune fait partie de l'aire d'attraction de Fourmies, dont elle est une commune de la couronne,. Cette aire, qui regroupe 7 communes, est catégorisée dans les aires de moins de 50 000 habitants,.

### Occupation des sols
L'occupation des sols de la commune, telle qu'elle ressort de la base de données européenne d'occupation biophysique des sols Corine Land Cover (CLC), est marquée par l'importance des territoires agricoles (57,2 % en 2018), en diminution par rapport à 1990 (60,4 %). La répartition détaillée en 2018 est la suivante : 
prairies (55,4 %), forêts (36,4 %), zones urbanisées (6,5 %), terres arables (1,6 %), zones agricoles hétérogènes (0,1 %). L'évolution de l'occupation des sols de la commune et de ses infrastructures peut être observée sur les différentes représentations cartographiques du territoire : la carte de Cassini (XVIIIe siècle), la carte d'état-major (1820-1866) et les cartes ou photos aériennes de l'IGN pour la période actuelle (1950 à aujourd'hui).

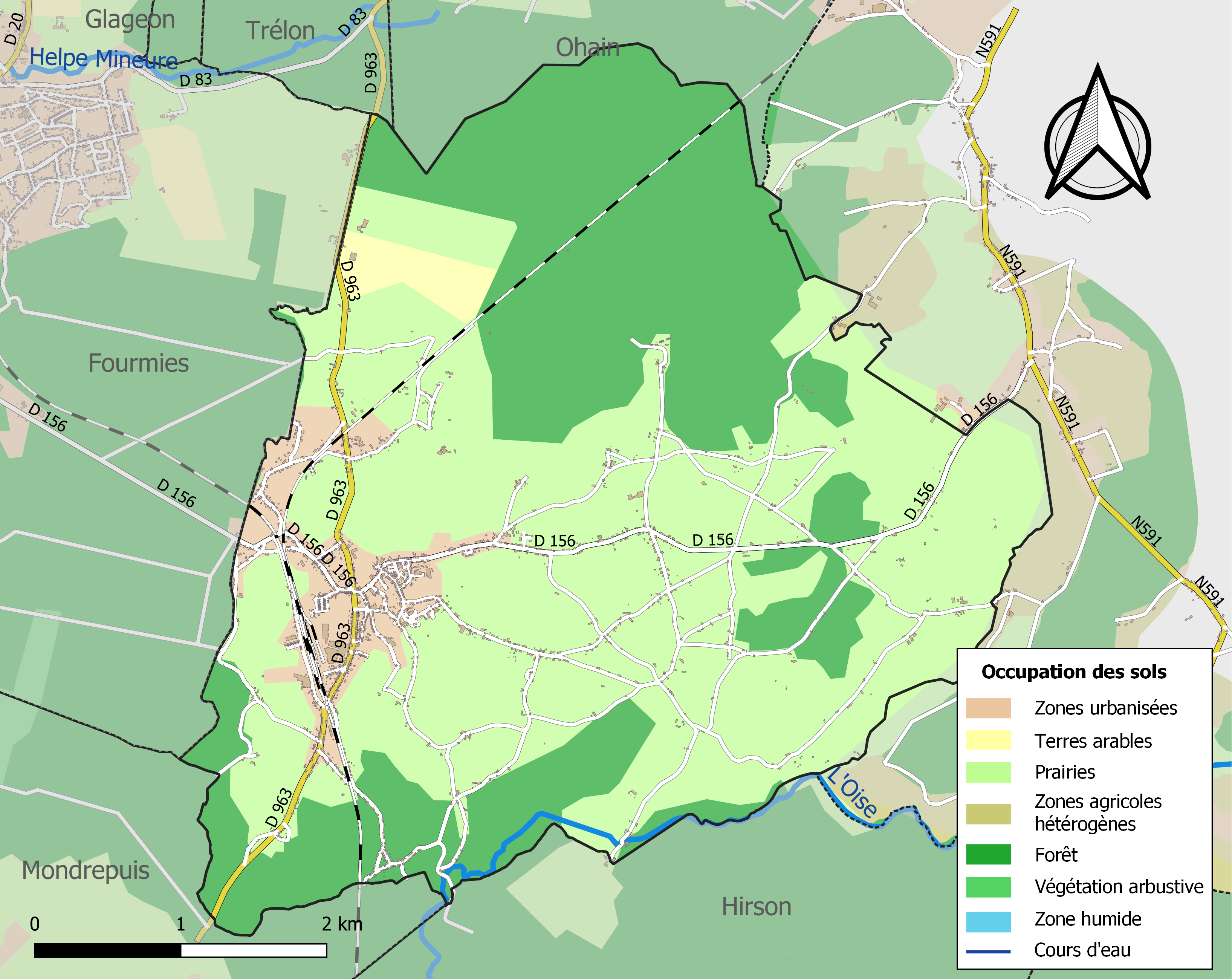
Carte des infrastructures et de l'occupation des sols de la commune en 2018 (CLC).

## Toponymie
Noms anciens : Anore, vers 1150, Charte communale de Nicolas d'Avesnes. - Anora, 1151, Cartulaire de l'abbaye de Liessies. -  Annora, 1177, Bulle du pape Alexandre III. -  Anoire, 1186, Jacques de Guise, ann. du Hainaut XII, 339. - Anore, 1196, cf. charte octroyée à Anor. -  Anhors, 1349, Pouillé du diocèse de Cambrai. -  Anord, 1484, J. de G., manuscrit de Valenciennes. — Anor, 1788, inscription de la cloche du lieu.
L'étymologie d'Anor a déjà exercé la sagacité et la patience de bien des chercheurs et jusqu'ici, elle est restée incertaine. Voici les explications les plus vraisemblables :
L'historien Piérard, dans ses « excursions dans le pays d'Avesnes », avance qu'Anor, comme le village d'Annoire, en Bourgogne, veut dire « entouré d'eau », du celtique am ou an (entouré, autour) et oire (or, eau).
Un membre de la commission historique du département du Nord voit dans ANNORA, pour Alnora, (ora, forme latine signifiant, d'après le grand dictionnaire de Freund, extrémité d'une chose, bord, lisière, fin, limite), et (an, contraction de ante, approchant, avant, contre).
Aunora, forme romane, au pour al, signifie » à le » ou » à la frontière ». Quand on regarde la carte de Cassini, Anor était presque entièrement entouré par la forêt et, en même temps, se trouvait à l'extrémité sud du Comté du Hainaut dont il dépendait.
Enfin, certains voient dans Anor un lien avec l'aulne, arbre dont le noms de localités du nord de la France seraient issus (Annois-02, Annay-62, Lannoy-59).

## Histoire

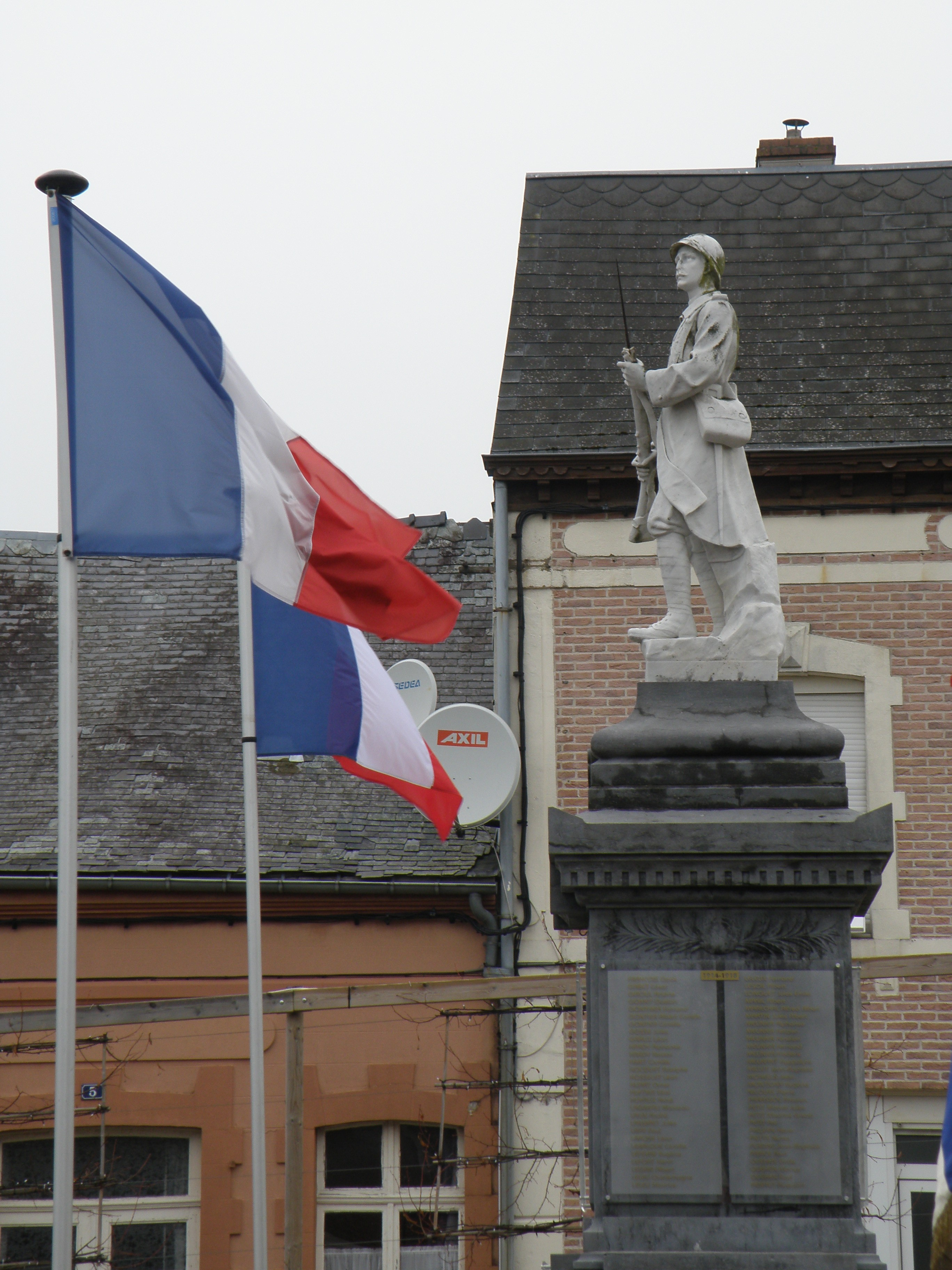
La statue du poilu sur la place du même nom, devant la mairie. Lieu des cérémonies commémoratives.

Deux siècles avant Jésus-Christ, les Nerviens, traversèrent la Meuse pour s'établir dans la partie nord de la Gaule comprise entre la Meuse et l'Escaut. Ils furent décimés dans la bataille qui se livra en 54 avant Jésus-Christ sur les bords de la Sambre (ou de la Selle), non loin de l'emplacement actuel de la ville d'Hautmont. Dès lors la Nervie, comme tout le nord de la Gaule, fit partie de l'Empire Romain. En attestent les Anciennes carrières d'arkose exploitées par les Romains à Anor.
En 843 est signé le traité de Verdun, qui partage de l'empire carolingien entre les trois petits-fils de Charlemagne. A Lothaire I échoit la Francie médiane qui comprend le Hainaut dont fait partie le village. Le traité de Prüm de 855 partage la Francie médiane entre les trois fils de Lothaire I, le Hainaut est rattaché à la Lotharingie dont hérite Lothaire II. Après la mort de Lothaire II, une partie de la Lotharingie dont fait partie le Hainaut est rattachée à la Francie occidentale par le traité de Meerssen (870). Le traité de Ribemont en 880 rattache le Hainaut à la Francie orientale qui deviendra le Saint-Empire romain germanique en 962.
Au XIIe siècle, le seigneur d'Avesnes lui octroie une charte et y construit une forteresse.
En 1564 Jean Galopin creuse l'étang qui portera ensuite son nom, la Galoperie, pour les besoins d'une forge. Le traité de Nimègue de 1678 rattache Anor à la France.
En 1680 Josué II de Hennezel fonde la Vieille Verrerie, qui a cessé ses activités en 1820. Aujourd'hui, il s'agit certainement de la plus ancienne bâtisse d'Anor. En dehors de la Vieille Verrerie, Anor a ensuite compté la Verrerie Blanche où ont été façonnés des flacons du parfumeur britannique John Grossmith et la Verrerie Noire où ont été produites des bouteilles pour de célèbres champagnes.
Jusqu'au XVIIIe siècle, des forges ont existé à la Lobiette, la Neuve-Forge, le Milourd.
En 1902 les Aciéries et Forges d'Anor sont fondées par la famille Poitte.

## Politique et administration

### Rattachements administratifs et électoraux
Rattachements administratifs
La commune se trouve  dans l'arrondissement d'Avesnes-sur-Helpe du département du Nord.
Elle faisait partie depuis 1793 du canton de Trélon. Dans le cadre du redécoupage cantonal de 2014 en France, cette circonscription administrative territoriale a disparu, et le canton n'est plus qu'une circonscription électorale.
Rattachements électoraux
Pour les élections départementales, la commune fait partie depuis 2014 du canton de Fourmies.
Pour l'élection des députés, elle fait partie de la troisième circonscription du Nord.

### Intercommunalité
Anor faisait partie de la communauté de communes Action Fourmies et environs, un établissement public de coopération intercommunale (EPCI) à fiscalité propre créé fin 1992.
Cette intercommunalité a fusionné avec sa voisine pour former, le 1er janvier 2014, la communauté de communes du Sud Avesnois dont est désormais membre la commune.

### Jumelages
- Aken (Elbe) (Allemagne)
- Momignies (Belgique)
- Gizałki (Pologne)
- Příbram (Tchéquie)

## Population et société

### Démographie

#### Évolution démographique
L'évolution du nombre d'habitants est connue à travers les recensements de la population effectués dans la commune depuis 1793. Pour les communes de moins de 10 000 habitants, une enquête de recensement portant sur toute la population est réalisée tous les cinq ans, les populations de référence des années intermédiaires étant quant à elles estimées par interpolation ou extrapolation. Pour la commune, le premier recensement exhaustif entrant dans le cadre du nouveau dispositif a été réalisé en 2007.

En 2022, la commune comptait 3 152 habitants, en évolution de −3,52 % par rapport à 2016 (Nord : +0,51 %, France hors Mayotte : +2,11 %).
| 1793  | 1800  | 1806  | 1821  | 1831  | 1836  | 1841  | 1846  | 1851  |
| ----- | ----- | ----- | ----- | ----- | ----- | ----- | ----- | ----- |
| 1 552 | 1 783 | 1 907 | 1 608 | 2 552 | 2 670 | 2 866 | 2 965 | 3 066 |

| 1856  | 1861  | 1866  | 1872  | 1876  | 1881  | 1886  | 1891  | 1896  |
| ----- | ----- | ----- | ----- | ----- | ----- | ----- | ----- | ----- |
| 2 967 | 2 929 | 2 844 | 3 637 | 4 500 | 4 539 | 4 902 | 4 663 | 4 578 |

| 1901  | 1906  | 1911  | 1921  | 1926  | 1931  | 1936  | 1946  | 1954  |
| ----- | ----- | ----- | ----- | ----- | ----- | ----- | ----- | ----- |
| 4 610 | 4 604 | 4 412 | 4 119 | 4 528 | 4 160 | 3 938 | 3 300 | 3 700 |

| 1962  | 1968  | 1975  | 1982  | 1990  | 1999  | 2006  | 2007  | 2012  |
| ----- | ----- | ----- | ----- | ----- | ----- | ----- | ----- | ----- |
| 3 794 | 3 622 | 3 373 | 3 109 | 3 099 | 3 093 | 3 213 | 3 231 | 3 347 |

| 2017  | 2022  | - | - | - | - | - | - | - |
| ----- | ----- | - | - | - | - | - | - | - |
| 3 220 | 3 152 | - | - | - | - | - | - | - |

#### Pyramide des âges
La population de la commune est relativement jeune.
En 2018, le taux de personnes d'un âge inférieur à 30 ans s'élève à 38,8 %, soit en dessous de la moyenne départementale (39,5 %). À l'inverse, le taux de personnes d'âge supérieur à 60 ans est de 24,5 % la même année, alors qu'il est de 22,5 % au niveau départemental.
En 2018, la commune comptait 1 560 hommes pour 1 653 femmes, soit un taux de 51,45 % de femmes, légèrement inférieur au taux départemental (51,77 %).
Les pyramides des âges de la commune et du département s'établissent comme suit.
| Hommes | Classe d’âge | Femmes |
| ------ | ------------ | ------ |
| 0,4    | 90 ou +      | 1,1    |
| 5,4    | 75-89 ans    | 7,1    |
| 17,8   | 60-74 ans    | 17,2   |
| 20,2   | 45-59 ans    | 19,3   |
| 16,5   | 30-44 ans    | 17,3   |
| 16,4   | 15-29 ans    | 16,6   |
| 23,2   | 0-14 ans     | 21,4   |

| Hommes | Classe d’âge | Femmes |
| ------ | ------------ | ------ |
| 0,5    | 90 ou +      | 1,4    |
| 5,3    | 75-89 ans    | 8,1    |
| 14,8   | 60-74 ans    | 16,2   |
| 19,1   | 45-59 ans    | 18,4   |
| 19,5   | 30-44 ans    | 18,7   |
| 20,7   | 15-29 ans    | 19,1   |
| 20,2   | 0-14 ans     | 18     |

### Enseignement
Anor fait partie de l'académie de Lille.

### Sports et loisirs

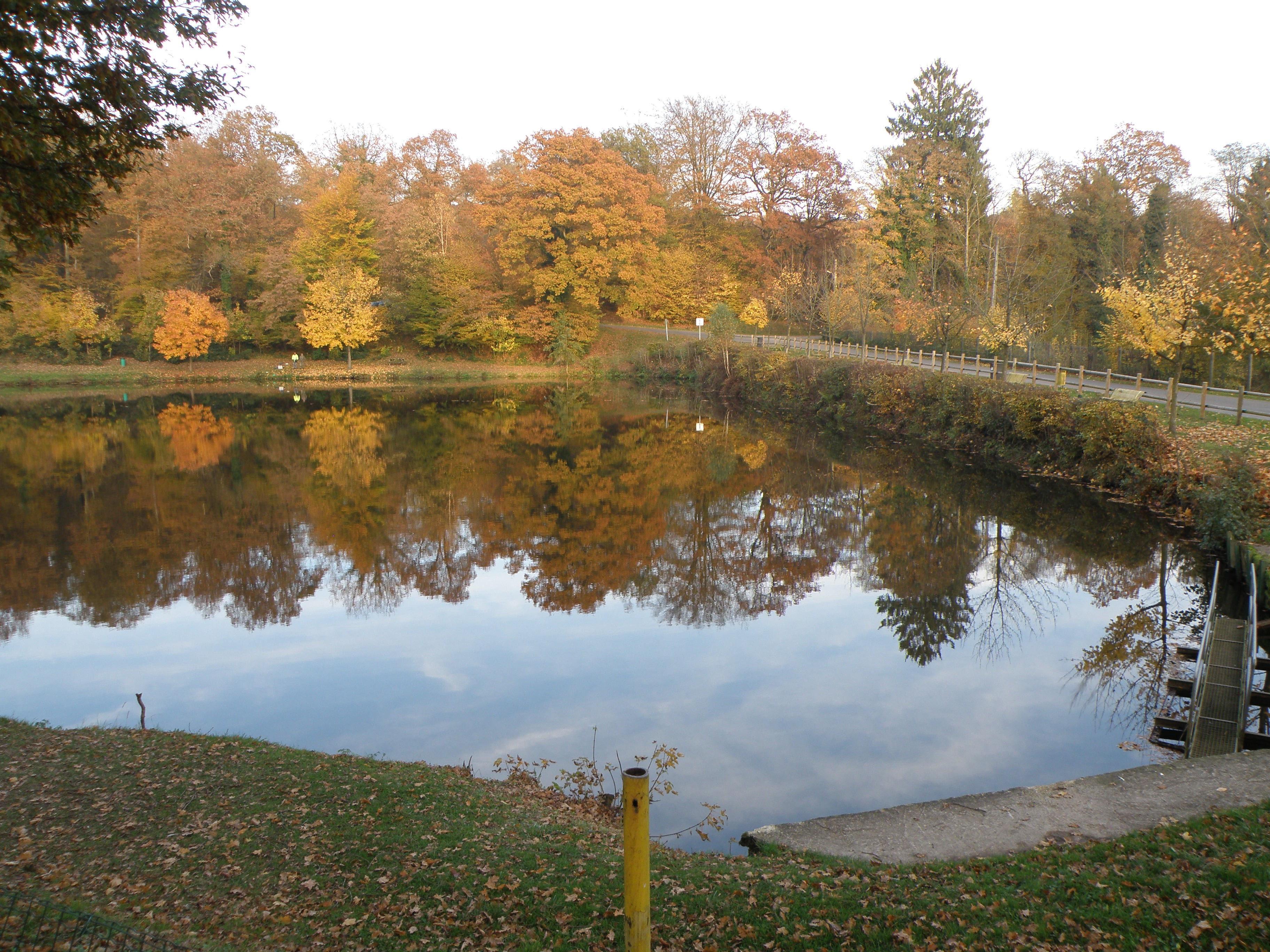
L'étang de Milourd est un des très nombreux étangs d'Anor.

Anor offre de bucoliques randonnées sur le circuit « Les chemins de terre », et celui des vestiges des « Forges d'Anor » établies et exploitées par la famille Despret jusqu'au XIXe siècle. L'eau est omniprésente (l'Oise, les étangs, le ruisseau des Anorelles, cascades) et de nombreux sentiers forestiers sont au départ du gite rural d'Anor ou de l'étang de Milourd.

### Manifestations culturelles et festivités
Anor organise en 2016 la « Fête de la rando 10e édition ».

### Média
En décembre 1999, une radio locale associative, Echo FM, commence à émettre sur 104,5 FM. Echo FM est aujourd'hui installée à Anor. Depuis fin 2003, Echo FM émet depuis le mât d'Ohain. En 2008, la radio passe d'une "radio A"[C'est-à-dire ?] à une "radio B"[C'est-à-dire ?] ce qui lui permet de ne plus limiter son budget publicité. En 2008, Echo FM obtient une fréquence complémentaire sur Laon (Aisne) (fréquence : 91,6 FM).

## Économie

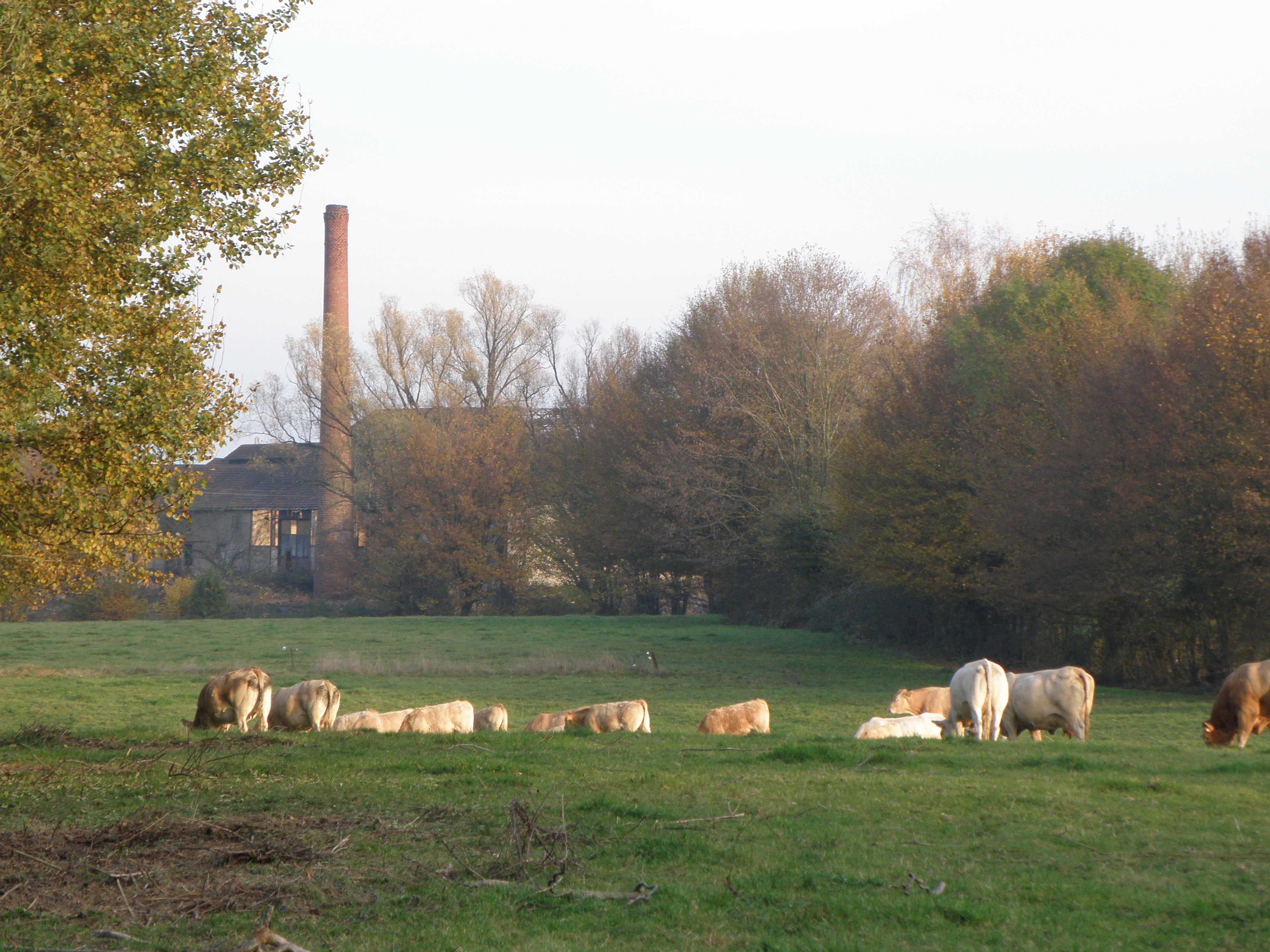
La tour de la verrerie blanche, actuellement détruite, témoignait encore en 2009 d'un passé industriel important.

Anor a un passé industriel assez important. La Vieille Forge au village existait depuis le XIe siècle). D'autres forges ont été installées dans la vallée de l'Eau d'Anor dès le XVe siècle à La Galoperie, La Lobiette, La Neuve Forge, Le Milourd et Le Maka. Trois verreries ont existé à Anor : la Vieille Verrerie, qui a fonctionné du XVIIe siècle jusqu'en 1820, la Verrerie Noire, et la Verrerie Blanche.
L'élevage de bovins et de buffles est, en 2016, un facteur important de l'économie en Thiérache.

## Culture locale et patrimoine

### Lieux et monuments
Anor compte  près d'une soixante oratoires sur son territoire. C'est la commune qui possède le plus grand nombre d'oratoires en France.
- Église Saint-Nicolas, reconstruite en 1932.
- Chapelle Saint-Gorgon du XVIIIe siècle.

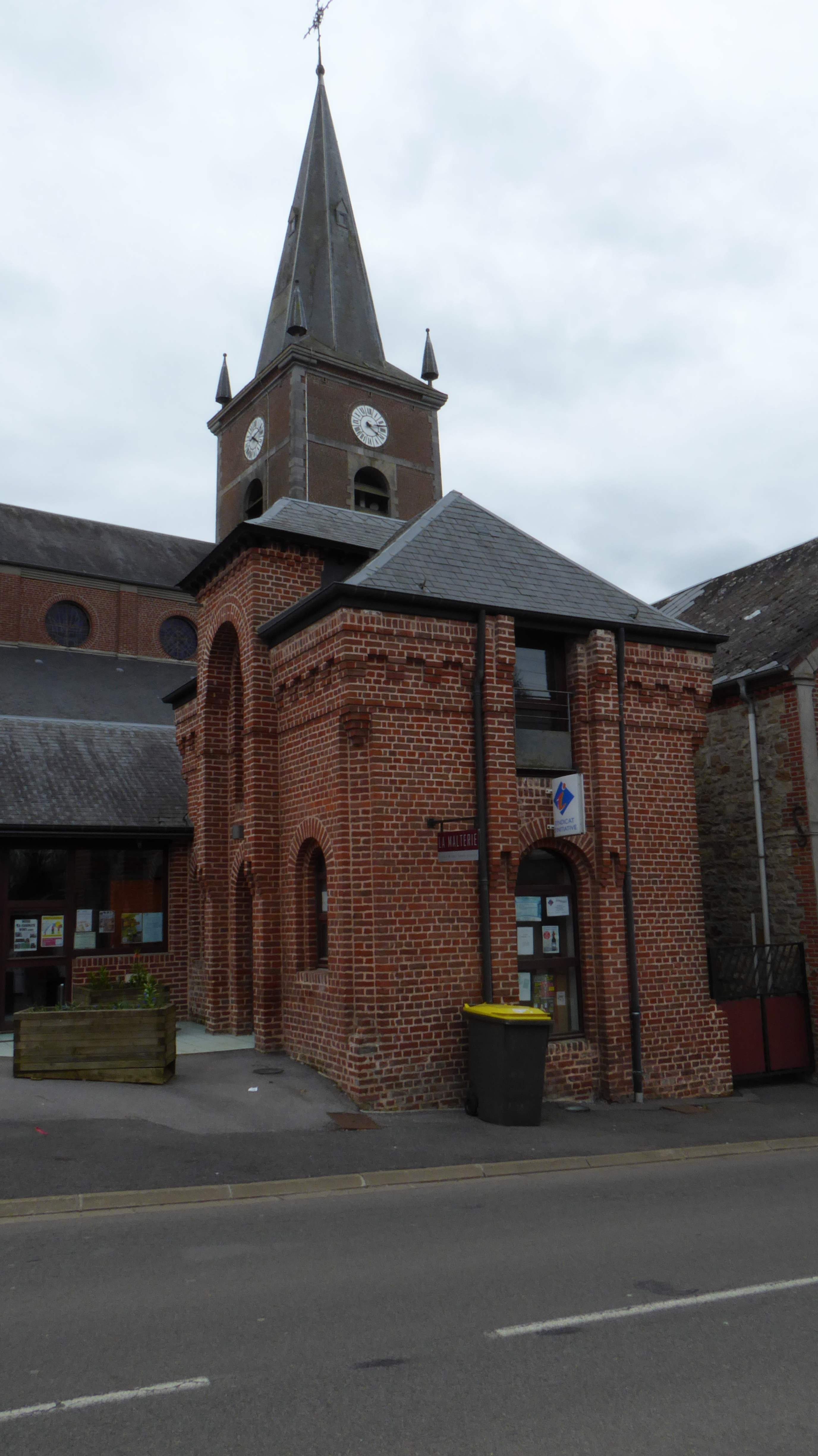
L'église Saint-Nicolas.
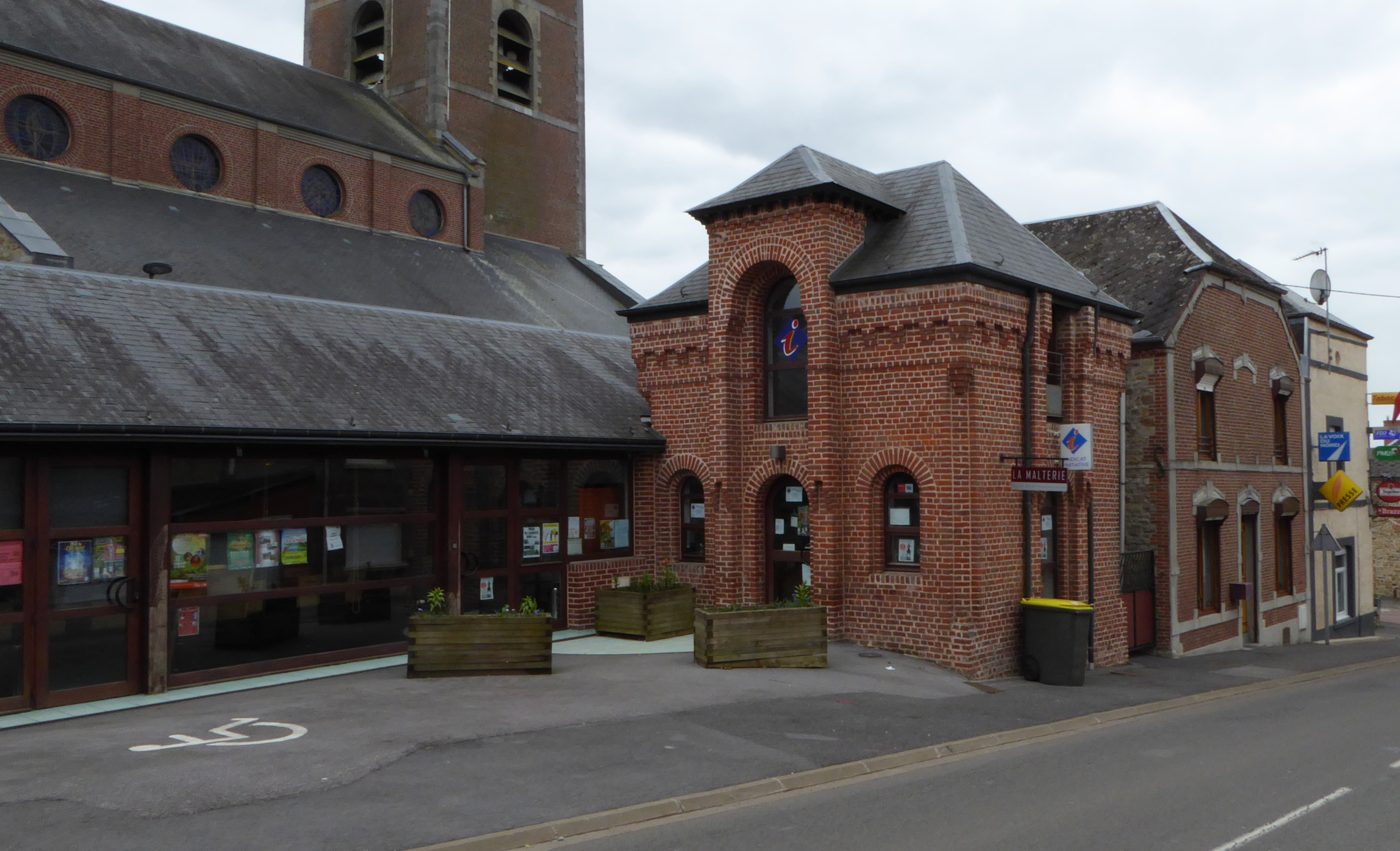
L'office du tourisme.
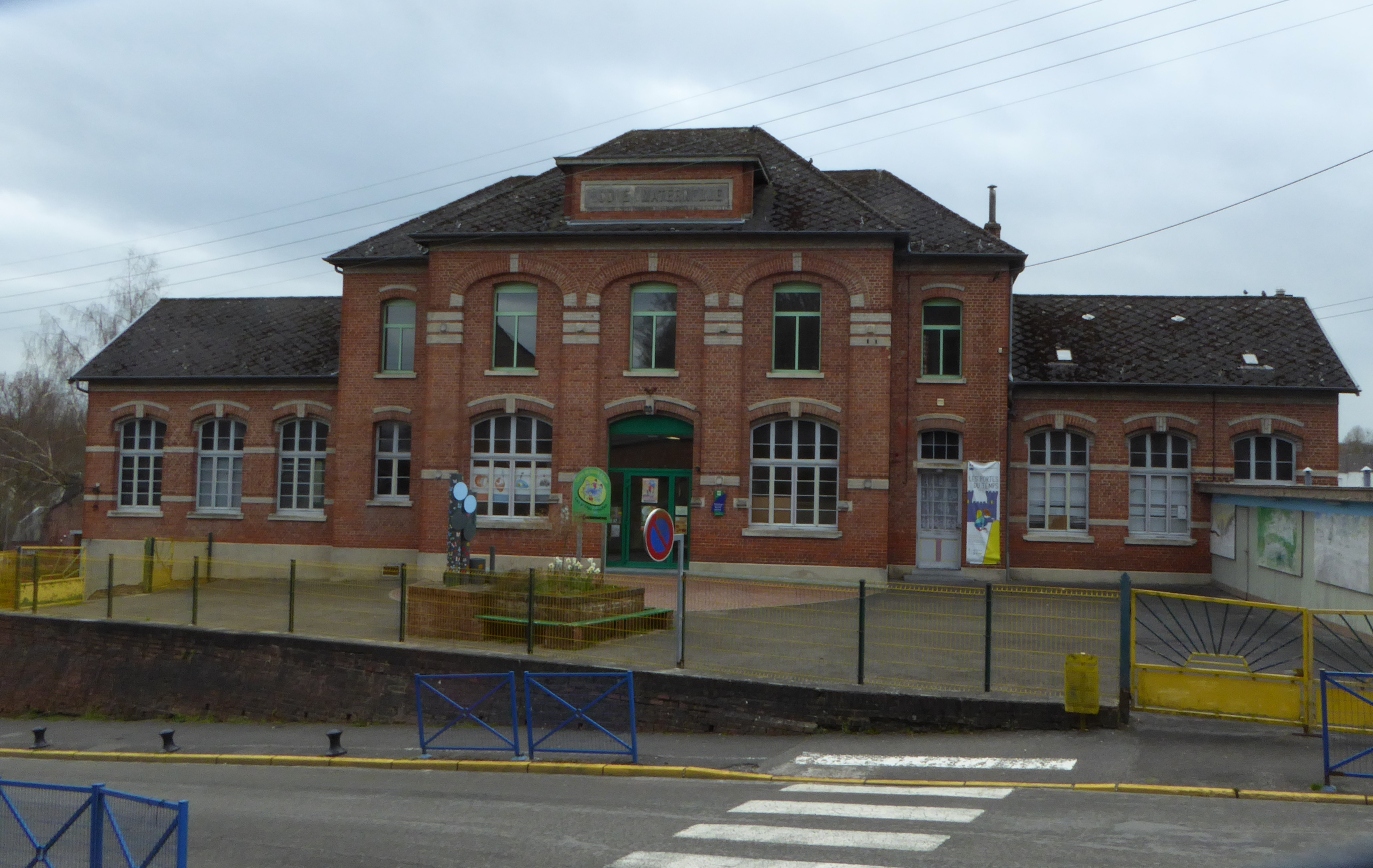
L'école maternelle.
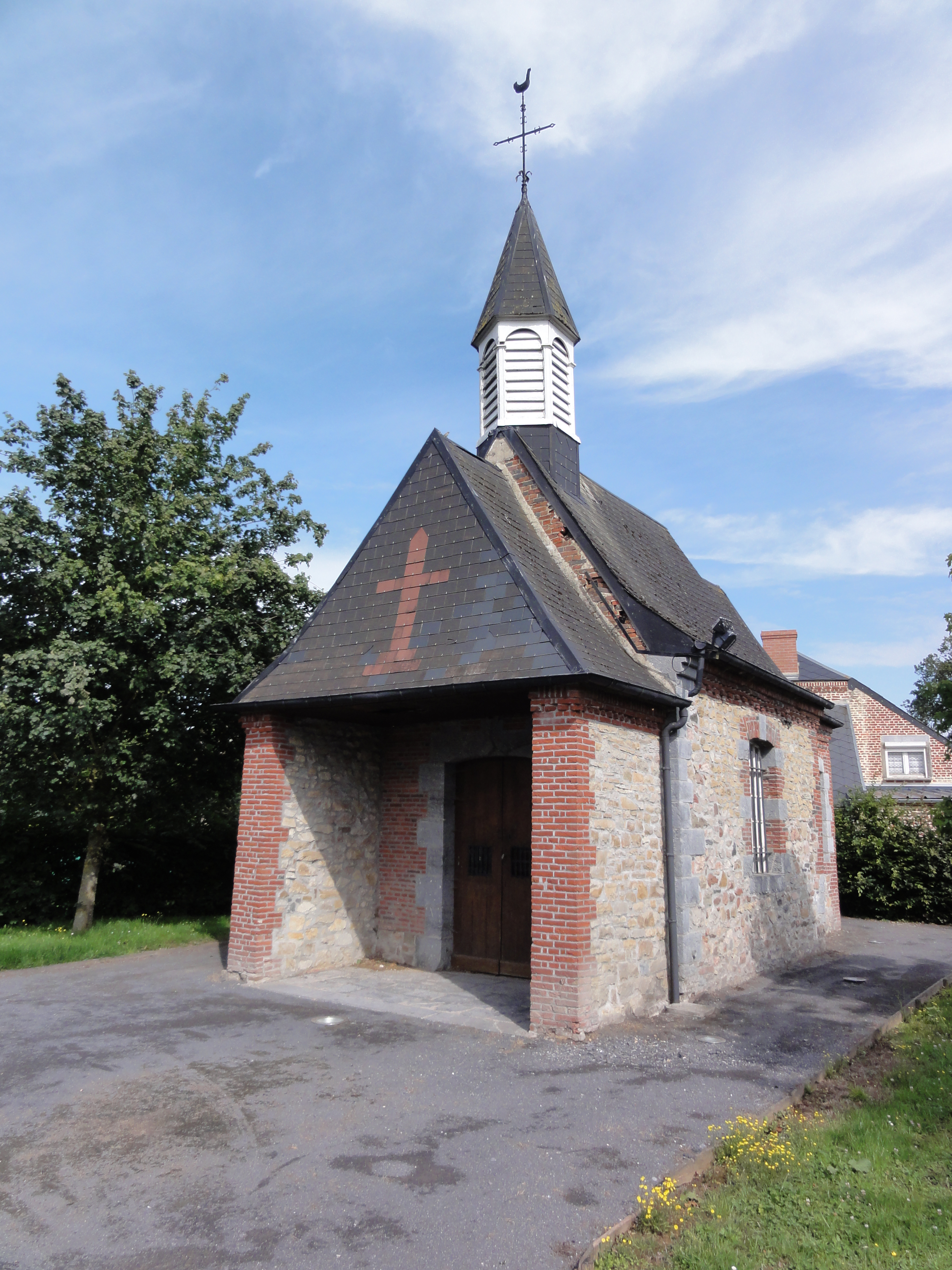
Chapelle Saint-Gorgon (1723), pèlerinage en septembre.
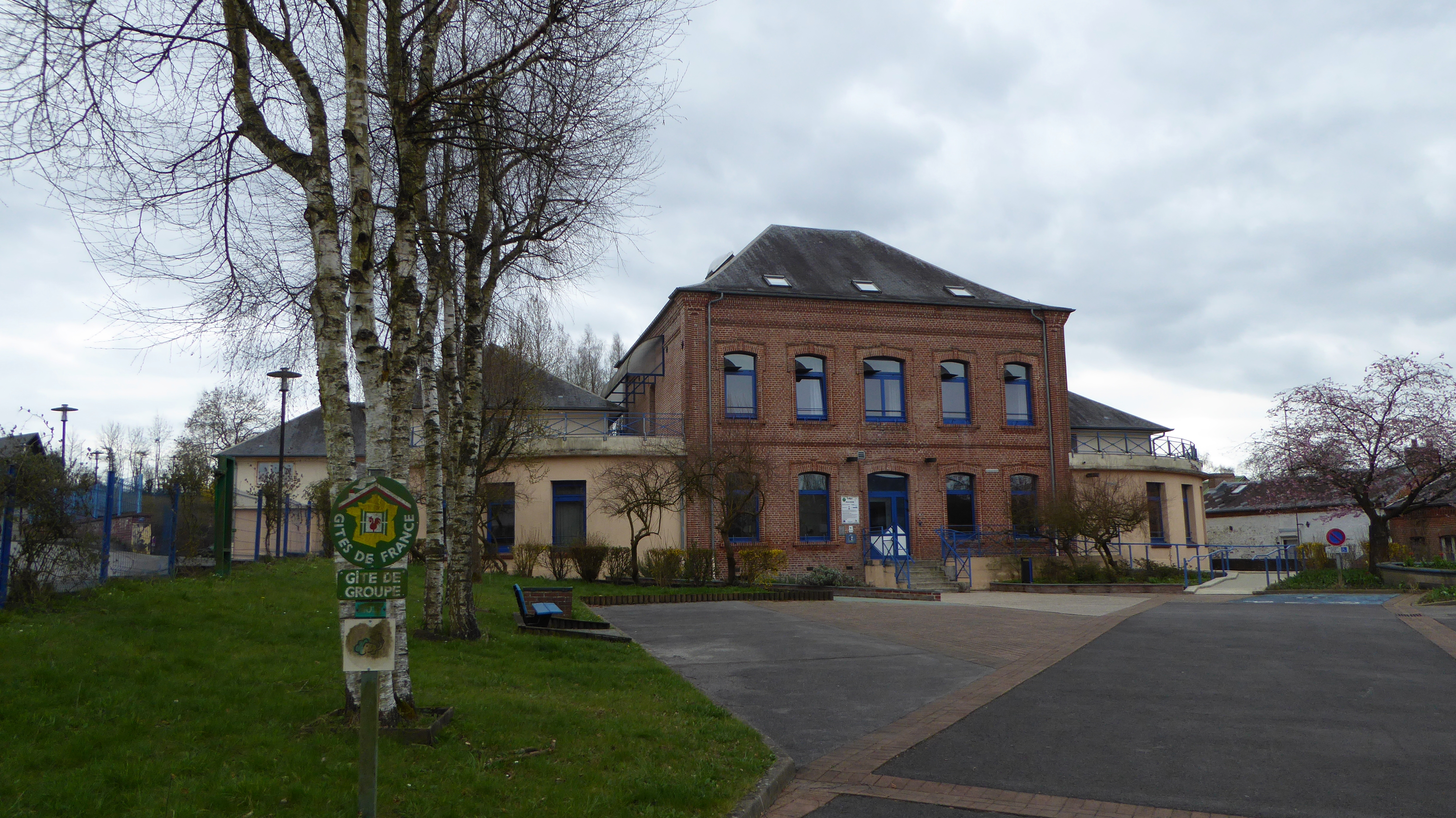
Anor France, le gite rural de France.

Le site Natura 2000 « Forêts, bois, étangs et bocage herbager de la Fagne et du plateau d'Anor », plus communément appelé « Site 38 », se situe dans la Fagne de Trélon, au sud-est de l'Avesnois. D'une superficie de 1 709 hectares, il est composé de huit entités distinctes et séparées les unes des autres. Anor au cœur du parc naturel régional de l'Avesnois pour partie est concernée.
Un parc d'attraction avait été créé aux abords de l'étang de la Galoperie, dans les années 1970-1980.

### Personnalités liées à la commune
- Albert Victoire Despret (1745-1825), général français.
- Aimé Bonna (1855-1930), ingénieur et industriel français, chevalier de la Légion d'honneur.
- Fernand-Jean-Joseph Thiry (1884-1930), M.E.P, missionnaire au Japon et 1er évêque du diocèse de Fukuoka.
- Arthur Musmeaux (1888-1981), homme politique français.
- Albert Barthélémy (1906-1988), coureur cycliste professionnel natif d'Anor, vainqueur de Paris-Bruxelles 1933 et ayant participé à trois Tour de France.
- Jacques Ménager (1912-1998), archevêque de Reims.

### Héraldique
| Armes d'Anor | Les armes d'Anor se blasonnent ainsi : « De sinople, semé de billettes d'or, au lion du même brochant sur le tout. » |

## Pour approfondir